# Sinisi
Sinisi è un cognome di lingua italiana.

## Varianti
Siinisi, Sinis, Sinsi, Sinosi, Sinesi, Sinasi, Sinius, Siniso, Sines.

## Origine e diffusione
Il cognome Sinisi sembra avere origini pugliesi, essendo principalmente diffuso nel Barese. Tuttavia, esistono anche presenze significative nel Potentino, precisamente a Ripacandida e Venosa, nel Materano a Ferrandina, e un ceppo riscontrabile a Roma.
Potrebbe trarre le sue radici dal nome tardo latino medioevale Senesius, Sinesius o Sinisius. Per fare un esempio, il nome Sinesius è citato in un passaggio in latino: "...Volatum affectantes, in italic Sinesius in Dione. Altum sublatos, dimittunt, sibi relictos, aut forte dilapsos suscipiunt, grandiusculos, longissime tamquam rapinae aemulos...".
È importante notare la figura di San Sinisius, Patriarca di Costantinopoli dal 426 al 427. In alcuni casi, il cognome Sinisi potrebbe derivare dall'etnico di Siena o da toponimi come Sinopoli, in provincia di Reggio Calabria.

## Persone
- Vito Sinisi, militare e aviatore italiano.
- Giannicola Sinisi, magistrato e politico italiano.
- Pinuccio Sinisi, attore e regista teatrale italiano.
- Vince Sinisi, ex giocatore di baseball italo-americano.

### Risultati da Wikidata
|  | Silvana Sinisi   |  | storica del teatro italiana |
|  | Rosa Sinisi      |  | ricercatrice                |
|  | Valentina Sinisi |  | ricercatrice                |
|  | Renzo Sinisi     |  | chitarrista argentino       |
|  | Renzo Sinisi     |  | Cuoco/ Artista Peruviano    |
|  | Fabrizio Sinisi  |  |                             |